# Represa Paraitinga
A Represa Paraitinga é formada pela barragem de mesmo nome localizada no rio Paraitinga, no município de Salesópolis, estado de São Paulo.

## Características
Inicialmente projetada com a finalidade de controle da vazão do rio Tietê, foi inaugurada no ano de 2005. Pertence ao Departamento de Águas e Energia Elétrica (DAEE) e faz parte do Sistema Alto Tietê da Companhia de Saneamento Básico do Estado de São Paulo (SABESP) para o abastecimento de água da Região Metropolitana de São Paulo.
A barragem possui uma altura de 28 metros e seu reservatório possui uma área inundada de 187,60 hectares, com capacidade de 36,728 milhões de metros cúbicos de água.